# Dimitrow (Armenia)
Dimitrow – wieś w Armenii, w prowincji Ararat. W 2011 roku liczyła 1391 mieszkańców.